# Bethany Firth

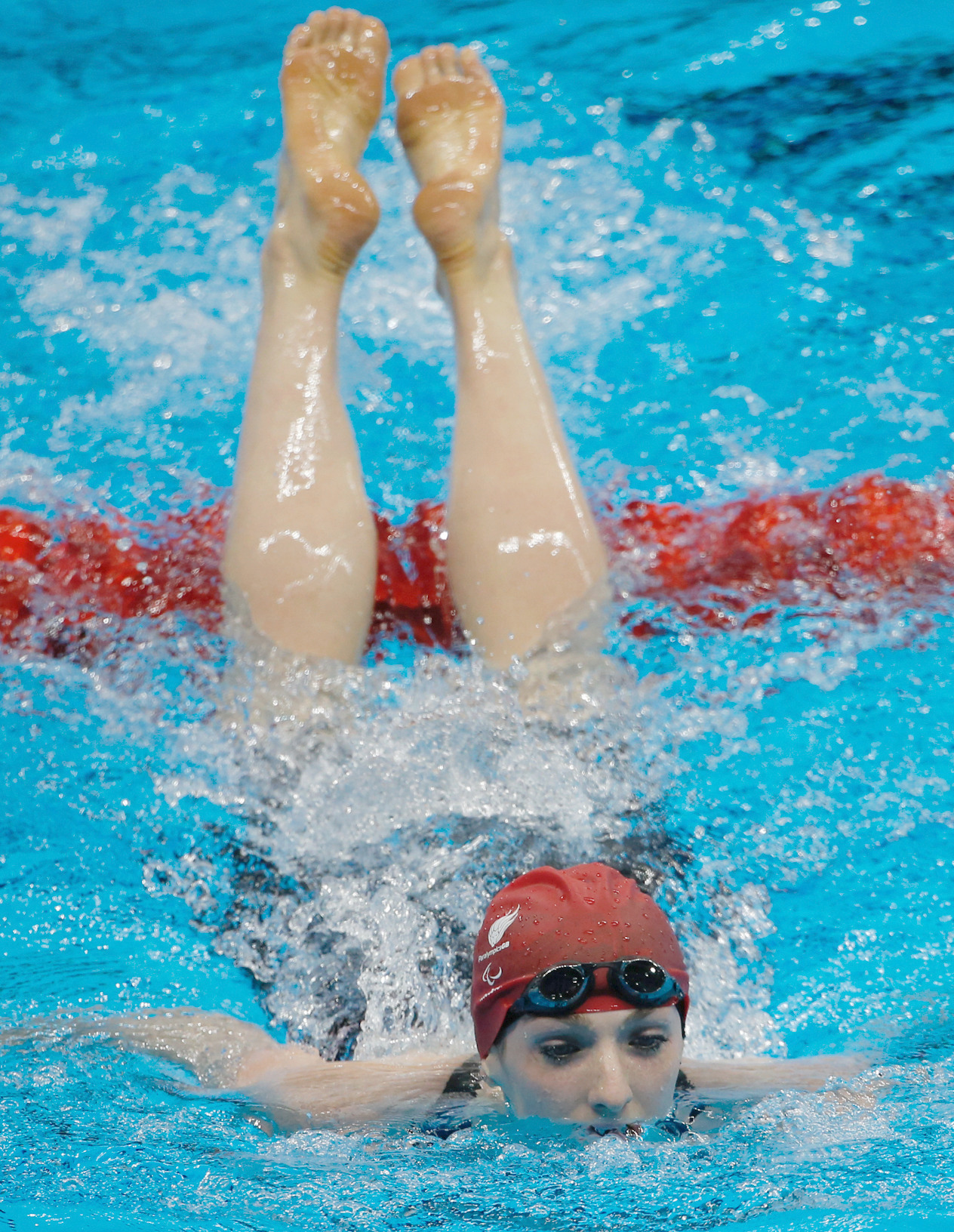
Bethany Firth bei den Sommer-Paralympics 2016

Bethany Charlotte Firth, OBE (* 14. Februar 1996 in Seaforde, County Down, Nordirland) ist eine nordirische Schwimmerin.
Die aus Seaforde, County Down stammende Firth begann 2009 ihre sportliche Karriere. Bei den IPC-Schwimmeuropameisterschaften gewann sie in der S14-Wertung Silber auf 200-Meter-Freistilschwimmen. 2012 trat sie für Irland bei den Sommer-Paralympics in London an. Sie nahm an dem 200-Meter-Freistilschwimmen (S14), dem 100-Meter-Brustschwimmen (SB14) und dem 100-Meter-Rückenkraulen (S14) teil.
Am 31. August 2012 gewann sie mit einer Zeit von 1:08,93 min das 100-Meter-Rückenkraulen Wettbewerb in der S14-Wertung und erzielte damit die erste Goldmedaille für Irland bei den Sommer-Paralympics in London.
Bei den IPC Swimming World Championships 2013 in Montreal gewann sie drei Silbermedaillen für Irland. Anschließend wechselte sie in den britischen Schwimmverband. Für diesen nahm sie 2014 an den Commonwealth Games in Glasgow teil. Aufgrund einer Handgelenksverletzung musste sie 2015 auf die Teilnahme an den ebenfalls in Glasgow stattfindenden IPC Swimming World Championships verzichten. 2016 nahm sie an den Sommer-Paralympics in Rio de Janeiro teil. Am 8. September gewann sie mit einer Zeit von 1:04,05 min den 100-Meter-Rückenkraulen-Wettbewerb in der S14-Wertung und brach ihren damit ihren eigenen Weltrekord.